# Anarchistische Pogo-Partei Deutschlands

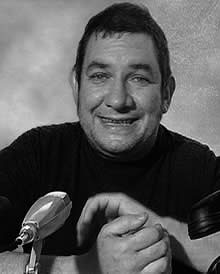
Wolfgang Wendland, kanselierskandidaat van de APPD

De Anarchistische Pogo-Partei Deutschlands (APPD) is een anarchistische Duitse politieke partij. De APPD is volgens hun eigen definitie de partij van het gepeupel (Duits: Pöbel) en uitvreters (Duits: Sozialschmarotzer).
De APPD werd in 1981 door twee 17-jarige punkers, Zewa en Kotze, in Hannover opgericht. In 1994 nam de APPD deel aan de verkiezingen in Hamburg en werd in het district St. Pauli de vierde partij, met 5,3% van de stemmen. In 1998 nam de APPD deel aan de verkiezingen voor de Bondsdag met de belofte de kiezer te belonen met gratis bier. Het officiële partijblad is Armes Deutschland (voorheen Asoziale Rundschau). Ook in 2005 nam de partij deel aan de verkiezingen, met Wolfgang Wendland, de leadzanger van de punk-band Die Kassierer.

## Doelstellingen van de APPD
- Recht op werkloosheid met behoud van volledig salaris
- Jeugdpensioen in plaats van oude-dags pensioen
- Afschaffing van de leerplicht
- Stichting van centra voor fysieke liefde, de zogenaamde Mitfickzentralen ("meeneukcentrales")
- Afschaffing van de politie
- Legalisering van alle verdovende middelen
- Afschaffing van het recht op demonstreren MET voorafgaande aankondiging
- Totale Rückverdummung ("totale restupidificatie") en balkanisering van Duitsland